# Łączka (Dębowiec)
Łączka (tschechisch Loučka, deutsch Lonczka oder Landschka, Łónczka) ist ein Ort mit einem Schulzenamt in der Landgemeinde Dębowiec im Powiat Cieszyński der Woiwodschaft Schlesien in Polen.

## Geographie
Łączka liegt im Schlesischen Vorgebirge (Pogórze Śląskie), etwa 23 km westlich von Bielsko-Biała und 60 km südlich von Katowice im Powiat (Kreis) Cieszyn.
Das Dorf hat eine Fläche von 192 ha (4 % der Landgemeinde).
Nachbarorte sind Kostkowice im Nordwesten, Iskrzyczyn im Nordosten, Kisielów im Westen, Ogrodzona im Südwesten.

## Geschichte
Das Dorf liegt im Teschener Schlesien.
Wahrscheinlich wurde der Ort am 12. März 1434 erstmals mit Kisielów urkundlich als Lochni und Locheny erwähnt. Bestimmt wurde Łączka im Jahr 1466 (od Luczkey hranicy) und 1573 (w Lucze) erwähnt. Der Name in der polnischen Sprache ist die Verkleinerungsform des Wortes łąka, auf Deutsch Wiese, der eingedeutschte Name basierte auf der Teschener Aussprache, wo der Nasalvokal ą zum Diphthong ón wurde.
Politisch gehörte das Dorf zum Herzogtum Teschen, die Lehensherrschaft des Königreichs Böhmen, seit 1526 gehörte es zur Habsburgermonarchie.
Nach der Aufhebung der Patrimonialherrschaften war es ab 1850 eine Gemeinde in Österreichisch-Schlesien, Bezirk Bielitz und Gerichtsbezirk Skotschau. In den Jahren 1880–1910 hat das Dorf etwa 140 Einwohner, es waren alles polnischsprachige. Im Jahre 1910 waren 56 % römisch-katholisch, 44 % evangelisch.
1920, nach dem Zusammenbruch der k.u.k. Monarchie und des Polnisch-Tschechoslowakischen Grenzkriegs, kam Łączka zu Polen. Unterbrochen wurde dies nur durch die Besetzung Polens durch die Wehrmacht im Zweiten Weltkrieg.
Von 1975 bis 1998 gehörte Łączka zur Woiwodschaft Bielsko-Biała.